# دانیل دیلون (بازیکن فوتبال)
دانیل دیلون (انگلیسی: Daniel Dillon؛ زادهٔ ۶ سپتامبر ۱۹۸۶) بازیکن فوتبال اهل بریتانیا است.
از باشگاه‌هایی که در آن بازی کرده‌است می‌توان به باشگاه فوتبال کارلایل یونایتد اشاره کرد.